# Epilo
Epilo, del latín Eppillus (en céltico: "pequeño caballo") fue el rey de los atrebates, tribu británica aliada y cliente del Imperio romano. Era hijo de Comio, aliado galo de Julio César que huyó a Britania a causa de la revuelta de Vercingétorix. 
Tras la muerte de Comio, aparentemente Epilo reinó junto a su hermano Tincomaro. La capital de su reino se sutuaba en Noviomagus (Chichester) en el sur del territorio, mientras Tincomaro gobernaba el norte desde Calleva Atrebatum (Silchester).
Poco antes del año 7, Epilo se convirtió en el único rey de los atrebates y aparentemente Tincomaro pidió ayuda a Augusto. Sin embargo, Epilo fue reconocido por Roma con el título de "Rex". 
Cerca del año 15 Epilo fue sucedido por otro de sus hermanos, Verica. Se han encontrado monedas acuñadas durante la misma época en la que aparece Epilo como rey de los cantiacos, en Kent, reemplazando al anterior rey Dumnovellauno. Es posible que Epilo fuera depuesto por su hermano Verica y huyese a Kent estableciéndose como rey, o puede ser que los cantiacos le ofreciesen el trono y Epilo cediese el gobierno de los atrebates a su hermano. También es posible que el Eppillus de Kent fuese otra persona. 